# Шталь, Лесли
Лесли Рене Шталь (род. 16 декабря 1941 года) — американская тележурналистка.

## Биография
Лесли Шталь родилась в Линне, штат Массачусетс, США в 1941 году. Выросла в Свэмпскотте, в еврейской семье. В 1977 году Шталь вышла замуж за Аарона Латама. У них есть один ребёнок — Тейлор Латам Шталь. В настоящее время пара проживает в Нью-Йорке.

## Карьера
Лесли Шталь с отличием окончила Уитонский колледж, который специализировался в области истории. Шталь начала свою телевизионную карьеру на телеканале Бостон-5 в качестве продюсера и ведущего в прямом эфире. В 1972 году вела новости на телеканале CBS, в 1974 стала корреспондентом. Её известность выросла после того, как она закончила Уотергейтский скандал. Впоследствии Шталь стала корреспондентом Белого Дома во время президентства Джимми Картера, Рональда Рейгана и Джорджа Герберта Буша.
С сентября 1983 по май 1991 года Шталь была ведущей программы Face the Nation. Кроме того, с 2002 по 2004 годы, она была участницей документального телесериала 48 часов. В 2002 году писала заголовки для телепередачи 60 минут. Когда Кэти Курик была нанята на работу в CBS, Шталь понизили зарплату до $500 000. В октябре 2007 года Николя Саркози, Президент Франции, встал и ушёл с интервью из-за вопроса об отношениях с супругой, который задала Шталь.

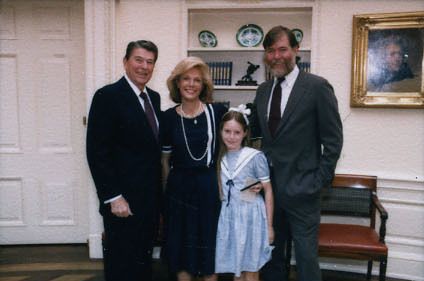
Шталь с семьёй и президентом Рейганом, 1986 год.

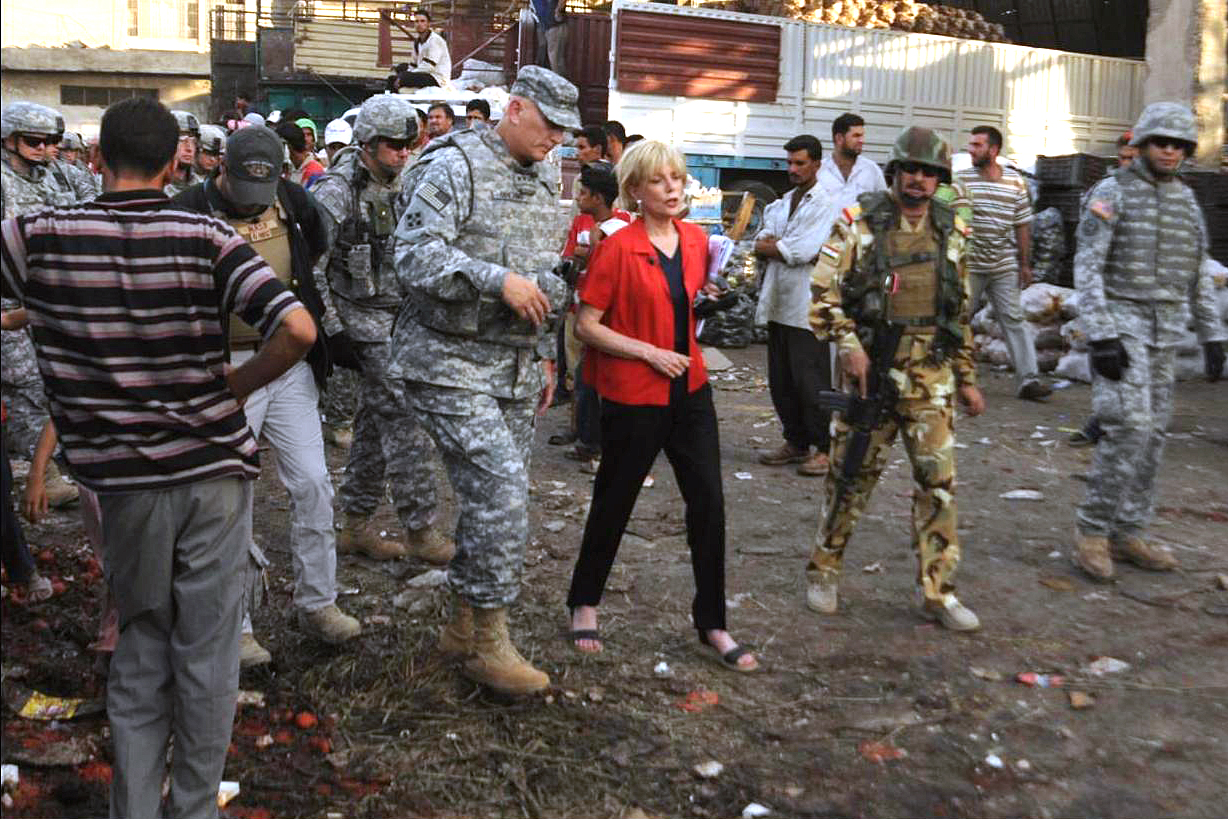
Шталь берёт интервью у Рэймонда Одиерно для телепередачи 60 Minutes в Садр-Сити. 2008 год.

В 1998 году Лесли Шталь появилась в американском ситкоме Фрейзер, играя саму себя в эпизоде "Desperately Seeking Closure".
Она написала одну книгу под названием Reporting Live, которая была опубликована в 1999 году.
В 2008 году Шталь получила почётную степень доктора гуманитарных наук в Университете Колгейт
Лесли Шталь является одним из членов-учредителей wowOwow.com Архивная копия от 19 февраля 2017 на Wayback Machine, сайта для женщин, где они могут поговорить о культуре, политике, и сплетнях.
Она является членом Совета по международным отношениям.